# 板木村
板木村（いたきむら）は、広島県双三郡にあった村。現在の三次市の一部にあたる。

## 地理
板木川、今出原川の流域に位置していた。

## 歴史
- 1889年（明治22年）4月1日、町村制の施行により、三次郡羽出庭村、大力谷村、上板木村、下板木村、福田村が合併して村制施行し、板木村が発足[1][2]。旧村名を継承した羽出庭、大力谷、上板木、下板木、福田の5大字を編成[2]。役場を大字羽出庭に設置[3]。
- 1898年（明治31年）10月1日、郡の統合により双三郡に所属[1][2]。
- 1955年（昭和30年）3月31日、世羅郡津名村（一部、大字敷名）、世羅郡上山村（一部、大字上壱と飯田の一部）と合併して双三郡三和町を新設し廃止された[1][2]。

## 産業
- 農業